# Carl Wolmar
Carl Wolmar (25. september 1876 i Fredericia – 14. september 1957) var en dansk arkitekt.
Hans forældre var murermester Carl Martin Hansen og Marie Deleuran. Navneskift fra Carl Wolmar Hansen 1906. Wolmar kom i murerlære 1891 og blev svend 1895, gik på Odense Tekniske Skole 1898 og på Kunstakademiets Arkitektskole i København 1900-06. Han var ansat hos Richard Bergmann 1901-03 og Philip Smidth 1903-08. Han vandt Neuhausens Præmie 1909. 1904 var han i Tyskland og Italien.
Han var ansat i Stadsarkitektens Direktorat i København 1909-1920; i afd. for Stadens Bygningsvedligeholdelse 1920-1931; konstitueret chef sammesteds 1931-1934 og chef for Københavns Kommunes Håndværksafdeling 1934-1946.
Han blev gift 3. maj 1912 i Fjerritslev med Margrethe Poulsen (f. 7. februar 1886 i Thisted), datter af købmand Niels P. og Ingeborg Back.

## Værker
- FDBs bygninger (gl. hovedkvarter og isenkramafdeling), Njalsgade 15, Islands Brygge, København (1. præmie 1908, opført 1909 og 1913, sammen med Philip Smidth)
- FDBs Garveri i Roskilde (1919-20)
- Skotøjsfabrik, Guldfossgade 4, Islands Brygge, København (1919-20)
- Frøafdeling i Glostrup (1921)
- Ombygning af Silkegade 11, København (1924)
- Villaer